# Hek (afrastering)

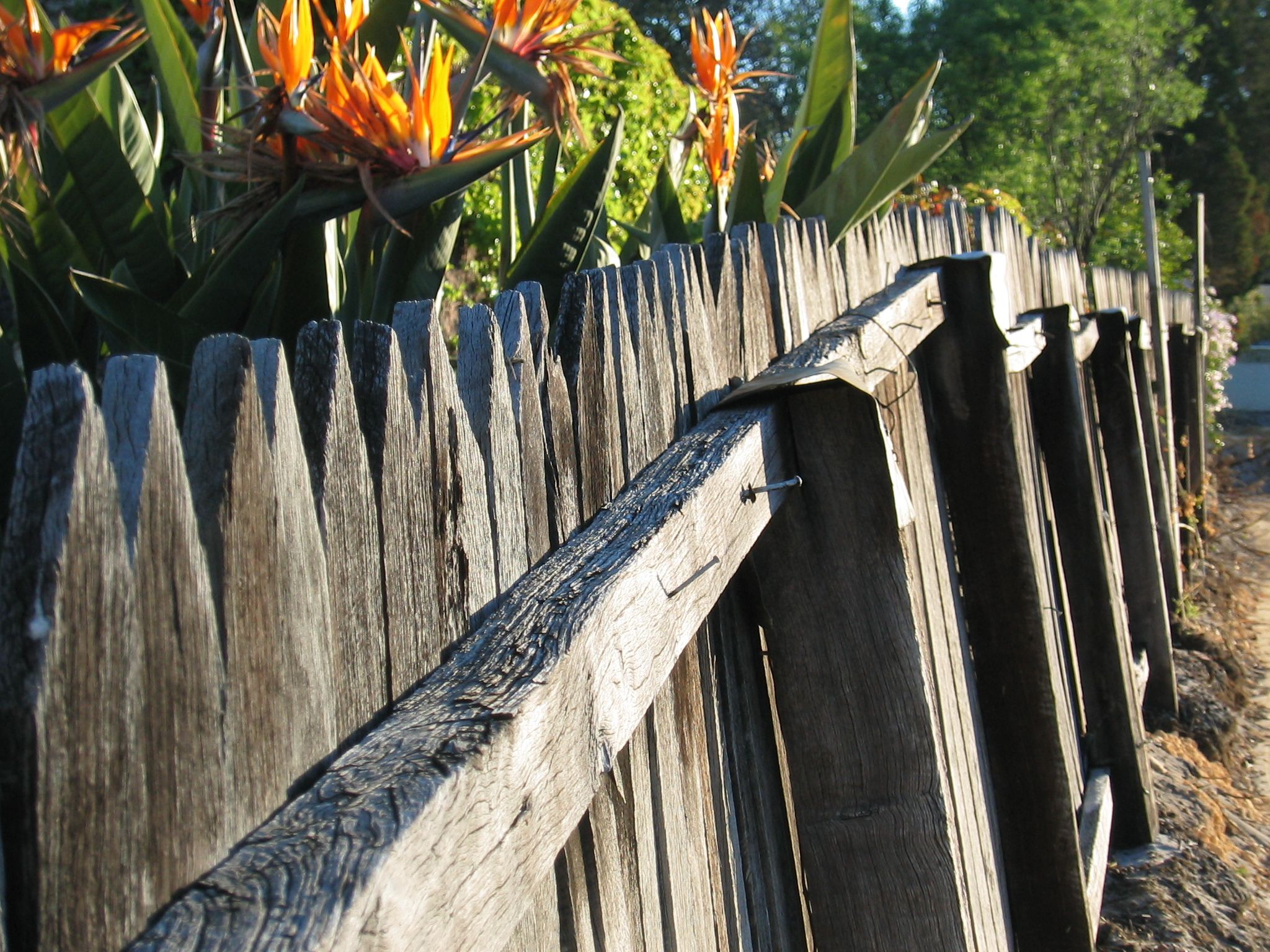
Een handgemaakt hek uit 1930 in Australië.

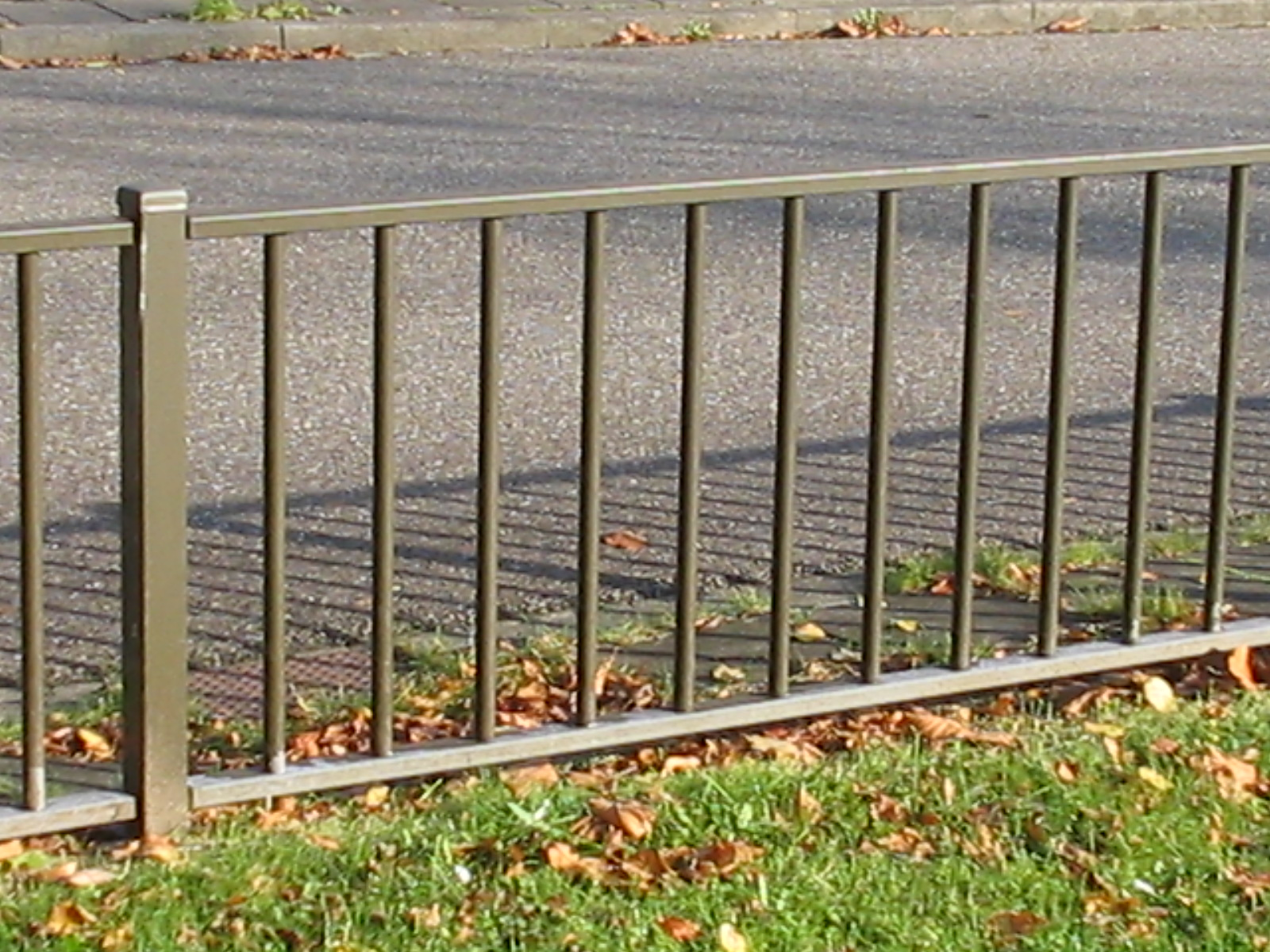
Een fabriekshek

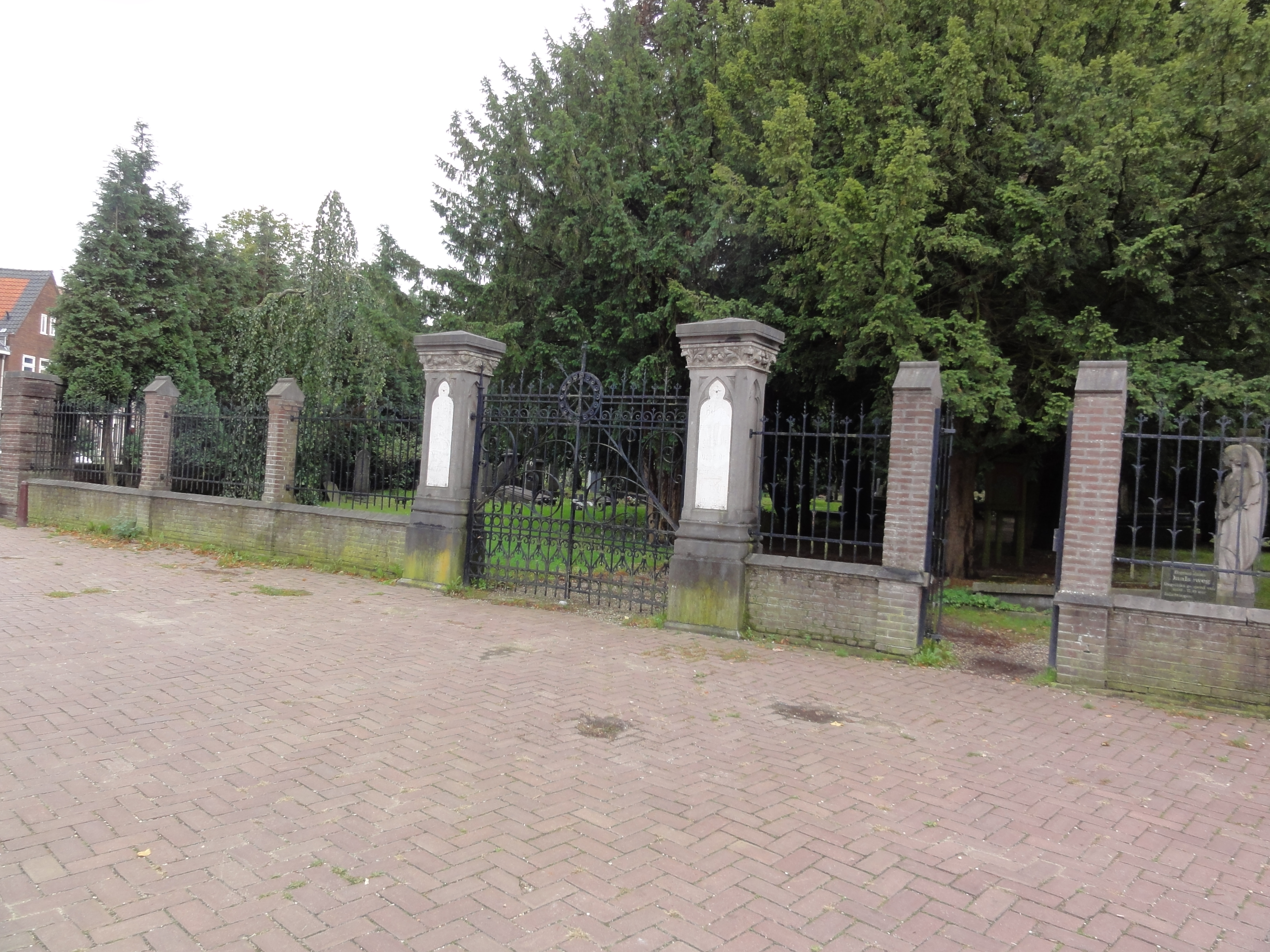
Hek met gemetselde poeren bij een begraafplaats

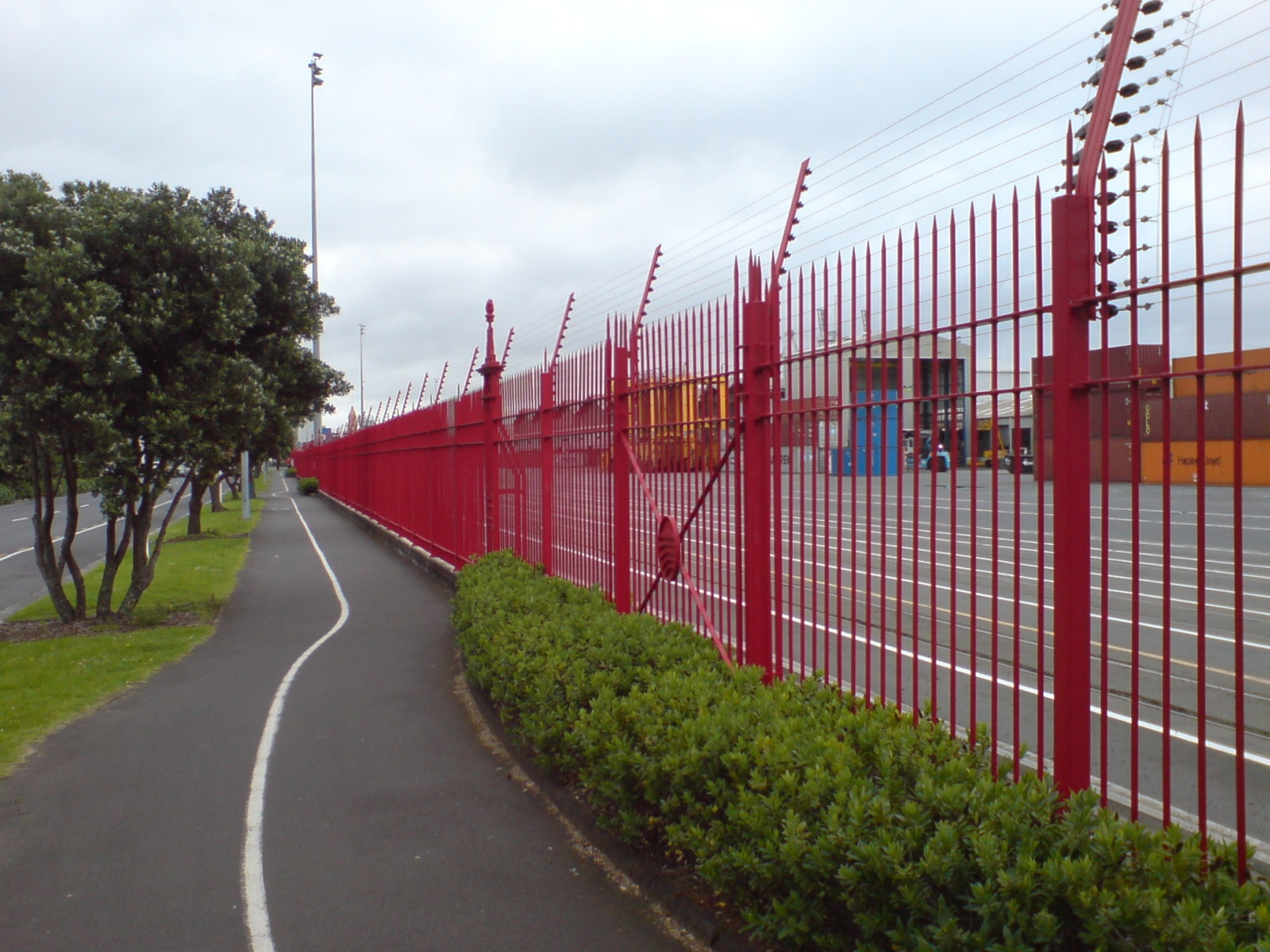
Een hek ter beveiliging van een bedrijventerrein

Een hek is een constructie om een gebied af te scheiden of de toegang te beheren. Een laag hekje heeft vooral een signaalfunctie, een hoog en sterk hek beperkt de toegang. Een hek kan niet alleen mensen, maar ook dieren en zelfs stuifzand, stuifsneeuw en lawines in toom houden.
Veelvoorkomend is het gebruik als erfafscheiding of valbescherming, maar er zijn ook koorhekken, dranghekken, bouwhekken, tolhekken, traphekjes en hekken om dieren in te sluiten. Bij balsporten kan een hek als ballenvanger dienen; bij honkbal en softbal heet dit een backstop.
De term hek duidt in enge zin op een raster- of vlechtwerk van hout of metaal, dat stevig van constructie is, met openingen. Een hoge afscheiding zonder openingen is een schutting of muur. In ruimere zin omvat het begrip hek allerlei constructies met vergelijkbare vorm of functie. Zo worden simpele omheiningen van schrikdraad of prikkeldraad ook aangeduid als hek.
Sommige landen hebben een veiligheidshek gebouwd ter bescherming van hun land.
Soms heeft een hek extra voorzieningen om overklimmen te voorkomen, zoals prikkeldraad of scherpe punten aan het hek zelf. De hekken van Duitse concentratiekampen waren berucht omdat er soms dodelijke elektrische spanning op gezet werd. Dit gebeurde ook met het Dodenhek dat in de Eerste Wereldoorlog op de grens van Nederland en België stond.
Een koorhek is een hek tussen het koor en het schip van een kerk.

## Hek = tuin
Het oude woord voor hek is tuin. Dit is nog terug te vinden in verouderde woorden als betuining, omtuinen en het Duitse woord Zaun. De plek die voorzien was van een hek werd op den duur zelf ook tuin genoemd.

## Hek en dam
Omdat in Nederland veel weilanden met sloten omgeven zijn, moet er alleen op de dam een hek komen om het vee binnen te houden. Dit is terug te vinden in de uitdrukking "Het hek is van de dam". Als dat gebeurt kan het vee vrij weglopen of (figuurlijk) wordt de situatie onbeheersbaar.

## Zie ook

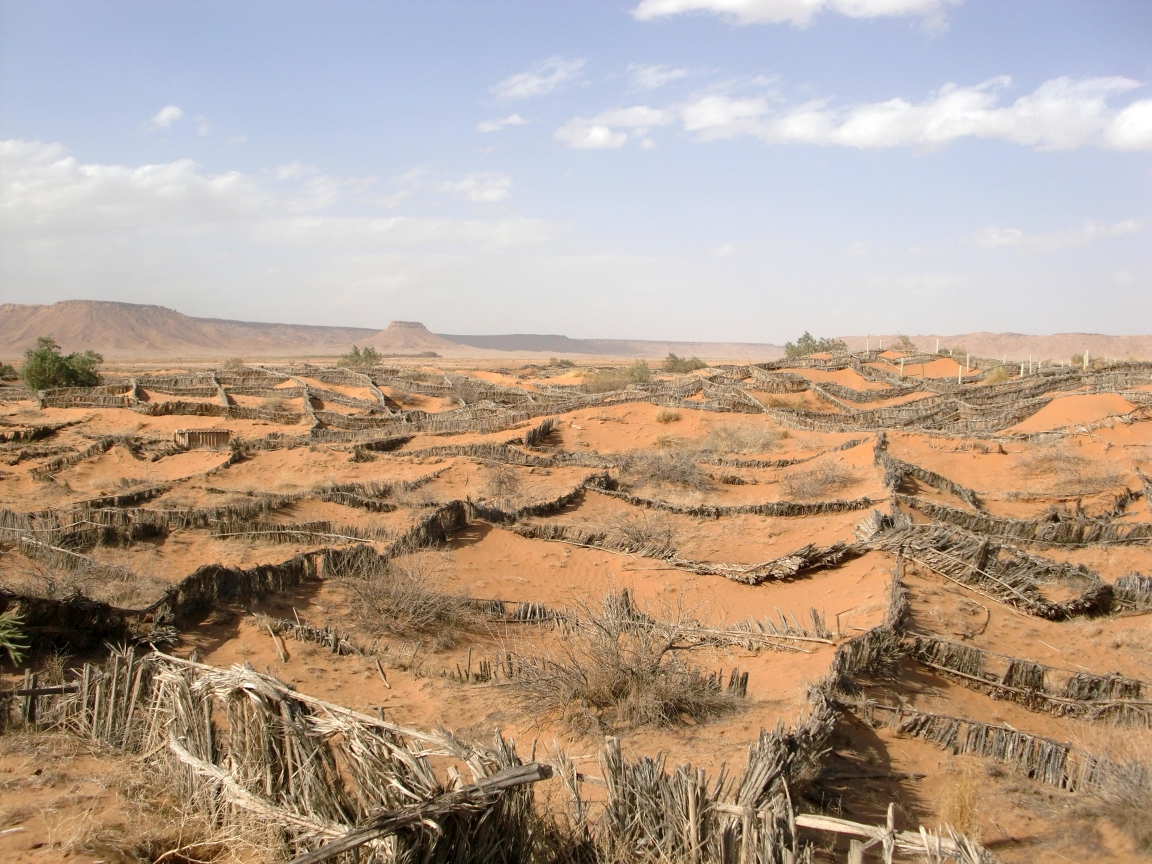
Hekken bij Erfoud in Marokko om verwoestijning tegen te gaan
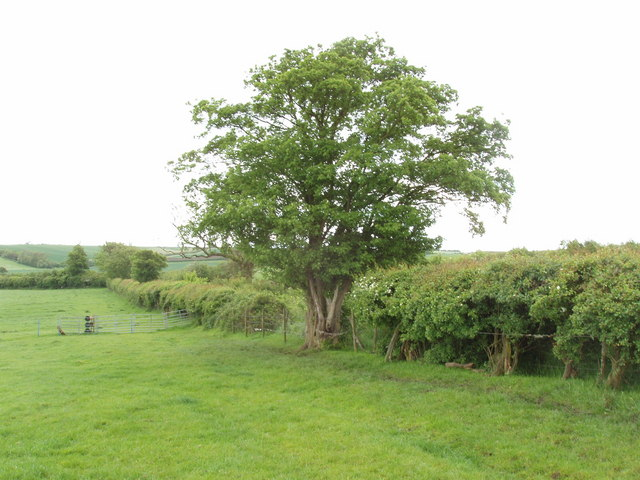
Hek met schrikdraad in Buckinghamshire, Engeland
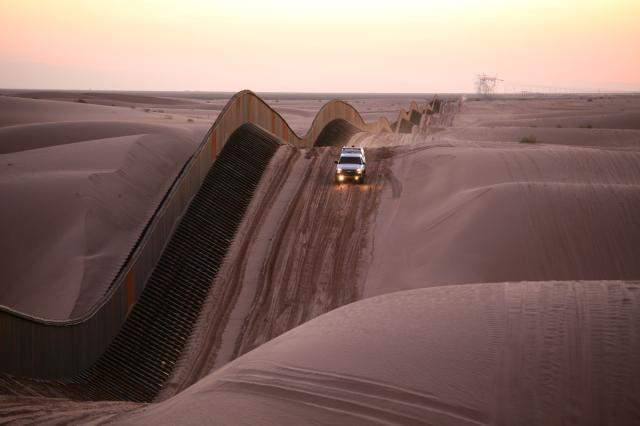
Dit hek van 4½ meter hoog (eigenlijk een schutting), op de Amerikaans-Mexicaanse grens, is flexibel om mee te bewegen met de wandelende duinen. Het is bedoeld om mensen te keren, maar keert ook zand.
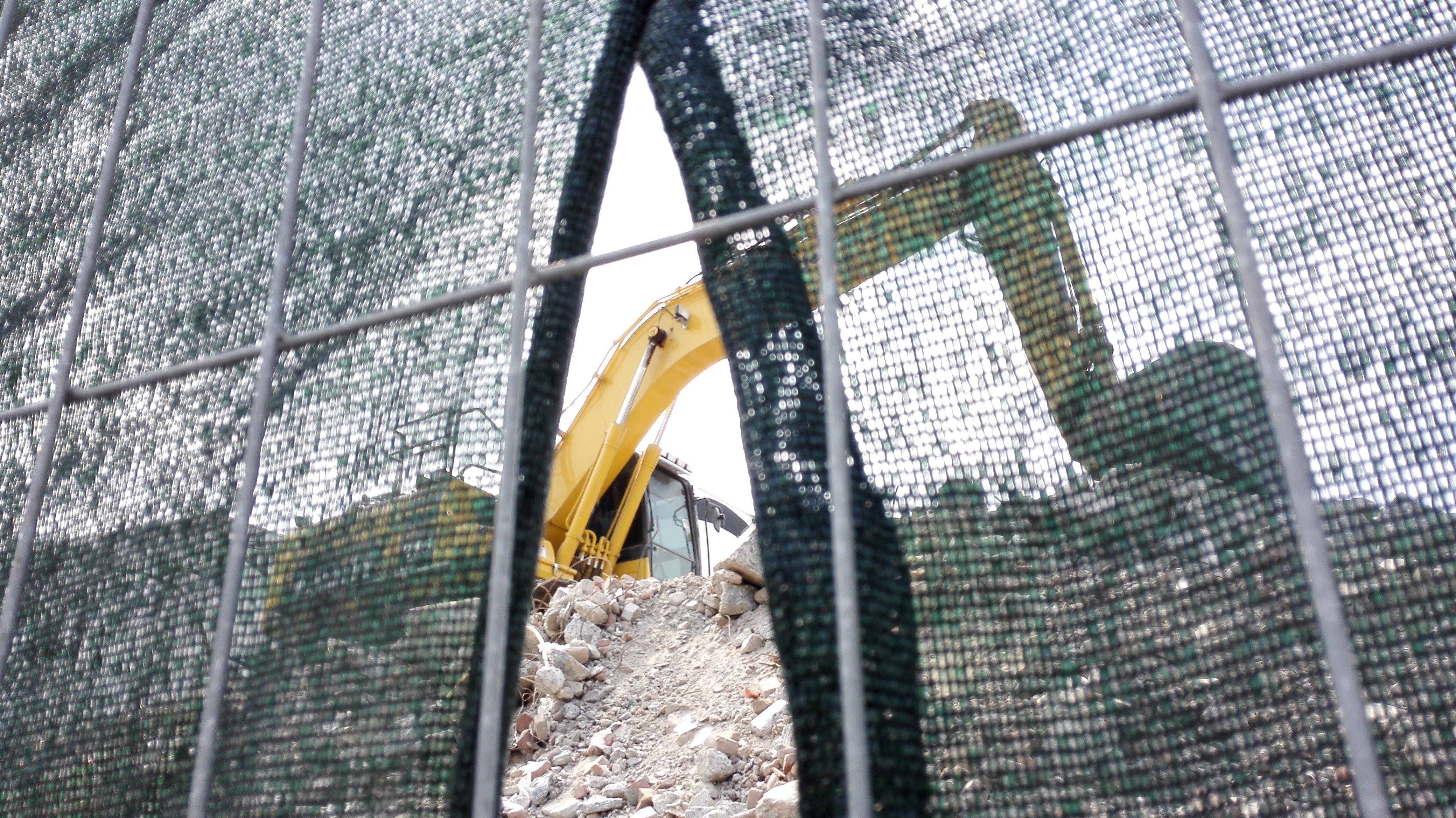
Half doorzichtig bouwhek in Tilburg
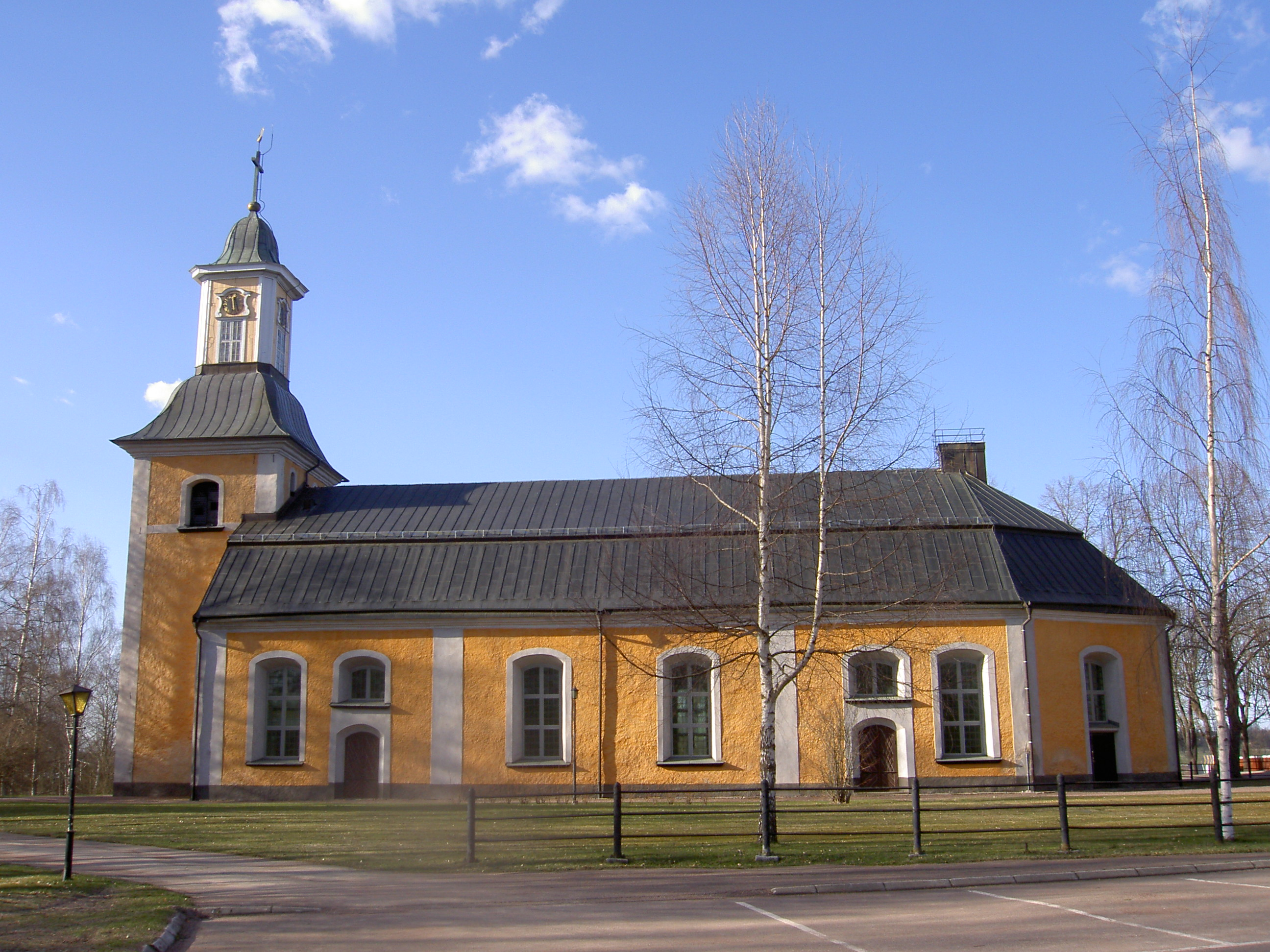
Een Zweedse dorpskerk met drie hekken: op de voorgrond een scheidingshek, op het dak sneeuwhekjes, op de schoorsteen een valbescherming